# Grewia orbiculata
Grewia orbiculata är en malvaväxtart som beskrevs av Rottl.. Grewia orbiculata ingår i släktet Grewia och familjen malvaväxter. Inga underarter finns listade i Catalogue of Life.